# Luchthaven Tippi
Luchthaven Tippi (IATA: TIE, ICAO: HATP) is een luchthaven in Tippi, Ethiopië.
Het heeft een onverharde start- en landingsbaan van 1302 meter.

## Luchtvaartmaatschappijen en Bestemmingen
- Ethiopian Airlines - Jimma, Mizan Teferi